# Berterath
Berterath ist ein Ortsteil der Gemeinde Büllingen in der Deutschsprachigen Gemeinschaft (DG) im äußersten Osten Belgiens. Berterath zählt 30 Einwohner und gehört zur Teilgemeinde Manderfeld; es liegt rund 3 Kilometer nordöstlich der Ortschaft Manderfeld, 12 Kilometer südöstlich des Hauptorts Büllingen sowie 20 Kilometer nördlich von Prüm.

## Lage und Beschreibung
Berterath ling am Westhang des Flüsschens Our, unweit der Nationalstraße 634, zwischen der deutschen Staatsgrenze und Manderfeld. Benachbarte Weiler sind Afst, Hergersberg und Merlscheid. Am Ufer der Our befindet sich eine Mühle, die früher als Bannmühle den Kurfürsten von Trier gehörte.

## Burg Tornbach
Im Tal der Our befinden sich Überreste der Wasserburg Tornbach, ein alter Herrensitz, der von 1324 bis um 1670 regelmäßig genannt wird. Die Anlage wurde Ende des 17. Jahrhunderts durch Truppen Ludwigs XIV. zerstört. Ein 1978 bei Ausgrabungen im Ruinenfeld gefundener Schatz von 520 Münzen unterschiedlicher Herkunft, bestätigen den mittelalterlichen Charakter der Anlage.

## Domaine Berterath
Um etwa 1900 entstand in Berterath das staatliche Preußische Mustergut Domaine Berterath, zu Beginn mit rund 140 Tieren, darunter 12 Milchkühe, um die ortsansässigen Bauern mit den damals neuesten Errungenschaften der modernen Landwirtschaft vertraut zu machen und gleichzeitig die verarmte Gegend wirtschaftlich zu fördern. In einem Teil der Gebäude des ehemaligen Mustergutes, richtete sich 2017 eine Mikrobrauerei ein. So werden hier 120 Jahre nach Entstehung erneut landwirtschaftliche Rohstoffe zu einem Genussmittel verarbeitet. Der Ansatz Starkbiere nach belgischer Tradition in der Eifel-Domaine-Berterath zu brauen, steht in Verbindung mit der ursprünglichen Idee der regionalen Wertschöpfung.